# Pholidae
Pholidae é uma família de peixes da subordem Zoarcoidei.

## Espécies
Existem 15 espécies em três géneros.
- Género Apodichthys Girard, 1854
  - Apodichthys flavidus Girard, 1854.
  - Apodichthys fucorum Jordan & Gilbert, 1880.
  - Apodichthys sanctaerosae (Gilbert & Starks, 1897).
- Género Pholis Scopoli, 1777
  - Pholis clemensi Rosenblatt, 1964.
  - Pholis crassispina (Temminck & Schlegel, 1845).
  - Pholis fangi (Wang & Wang, 1935).
  - Pholis fasciata (Bloch & Schneider, 1801).
  - Pholis gunnellus (Linnaeus, 1758).
  - Pholis laeta (Cope, 1873).
  - Pholis nea Peden & Hughes, 1984.
  - Pholis nebulosa (Temminck & Schlegel, 1845).
  - Pholis ornata (Girard, 1854).
  - Pholis picta (Kner, 1868).
  - Pholis schultzi Schultz, 1931.
- Género Rhodymenichthys Jordan e Evermann, 1896
  - Rhodymenichthys dolichogaster (Pallas, 1814).